# Xã Superior, Quận Osage, Kansas
Xã Superior (tiếng Anh: Superior Township) là một xã thuộc quận Osage, tiểu bang Kansas, Hoa Kỳ. Năm 2010, dân số của xã này là 305 người.